# ائوبویا
اِئوبویا (به یونانی: Εὔβοια) از جزایر یونان در دریای اژه است که در مقابل ساحل آتیک واقع شده‌است. نام رسمی و کلاسیک آن ائوبویا و است اما در زبان امروزی بیشتر اِویا خوانده می‌شود.
جزیره اِئوبویا بعد از جزیره کرت دومین جزیره بزرگ یونان از نظر مساحت و جمعیت است.
ائوبویا به همراه چند جزیره کوچک دیگر یکی از استان‌های یونان را تشکیل می‌دهد. این جزیره بر رشته کوهی تکیه دارد که از اولمپ به اوسا و پلیون و اوترس مربوط می‌شود و در جزایر سیکلاد پایان می‌پذیرد. ائوبویا با پلی به خاک اصلی یونان متصل است.
این جزیره شکلی کشیده دارد و درازای آن ۱۷۵ کیلومتر و مساحت آن ۴۱۶۷ کیلومتر مربع است. جمعیت ائوبویا ۲۱۰ هزار نفر و مرکز آن شهر خالکیس (خالکیدا) است.
ائوبویا جزئی از جزایر اسپوراد شمالی در شمال یونان به‌شمار می‌آورند.
زمین‌های ائوبویا تپه‌ماهوری و جنگلی است. بلندترین کوه‌های آن دیرفی به ارتفاع ۱۷۴۳ متر و پیکساریا (۱۳۴۱ متر) در شمال شرق و اوخی (۱۳۹۴ متر) در جنوب است.
در دره‌های این جزیره تاکستان‌ها و کشتزارهای گندم، پنبه، و مرکبات وجود دارد و در کرانه‌های آن ماهیگیری (ساردین) جریان دارد.
سنگ مرمر آبی‌خاکستری این جزیره از قدیم معروف بوده‌است. در ساحل شرقی جزیره معدن زغال قهوه‌ای و در شمال آن چشمه‌های درمانی وجود دارد.

## پیشینه
نام ائوبویا در یونانی به معنای «گاوهای فربه»، در معنی گاوهای نری که خوب تغذیه شده‌اند، است. دشت‌های ساحلی جزیره ائوبویا به قدری حاصلخیزند که، در عصر هجوم قوم دوری، یونانی‌های سرزمین آتیک را وسوسه کرد و سپس آتنیان را به فتح خود برانگیخت.
در جریان جنگ‌های ایران و یونان، اسپارتی‌ها نیروی کوچکی به رهبری شاه خود، لئونیداس، برای کند کردن پیشروی خشایارشا، به تنگه ترموپیل فرستادند. دو نیروی دریایی، در آرتمیزیوم، واقع در ساحل شمالی ائوبویا، با هم روبه‌رو شدند.
ائوبویا در زمان هخامنشیان به تصرف ایرانیان درآمد.
پس از مرگ اسکندر مقدونی، حزب مخالف مقدونیه نیرومند شد، ارسطو به سبب ارتباطی که با اسکندر و مقدونیان داشت، مورد خشم مردم آتن واقع شد. وی ریاست مدرسه را به دوستش تئوفراستوس واگذاشت، و خود به خالکیس در ائوبویا، نزد یکی از دوستانش رفت؛ و در آنجا در سال ۳۲۲، در سن ۶۲ سالگی، درگذشت.
در ۱۱۷۱، دوج ونیز، ویتاله میکیلی دوم، در راس یکصد و سی فروند کشتی متوجه ائوبویا شد تا آنجا را، که در نظر وی مهمترین مرکز سوقالجیشی برای تسلط بر تنگه بوسفور بود، تسخیر کند. لکن، در کرانه ائوبویا، سربازانش مبتلا به مرضی شدند که به قول مشهور ناشی از عمل یونانی‌ها در مسموم ساختن منبع آب آشامیدنی بود. عده تلفات به چند هزار رسید، تا آنجا که دیگر تدارک ناوها برای جنگ میسر نبود، دوج ناوگان عظیم خود را به ونیز بازگردانید.

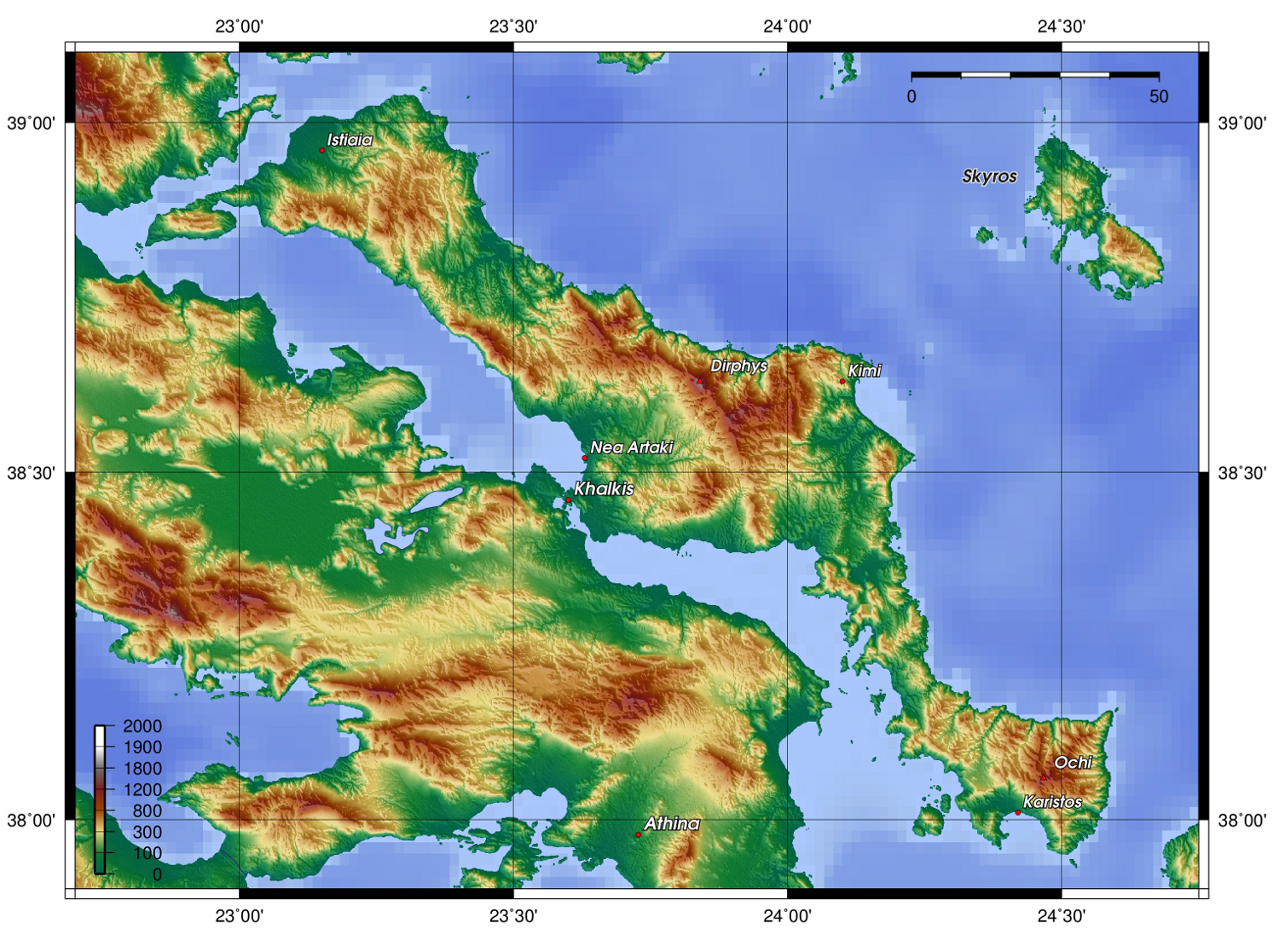
نقشه ائوبویا
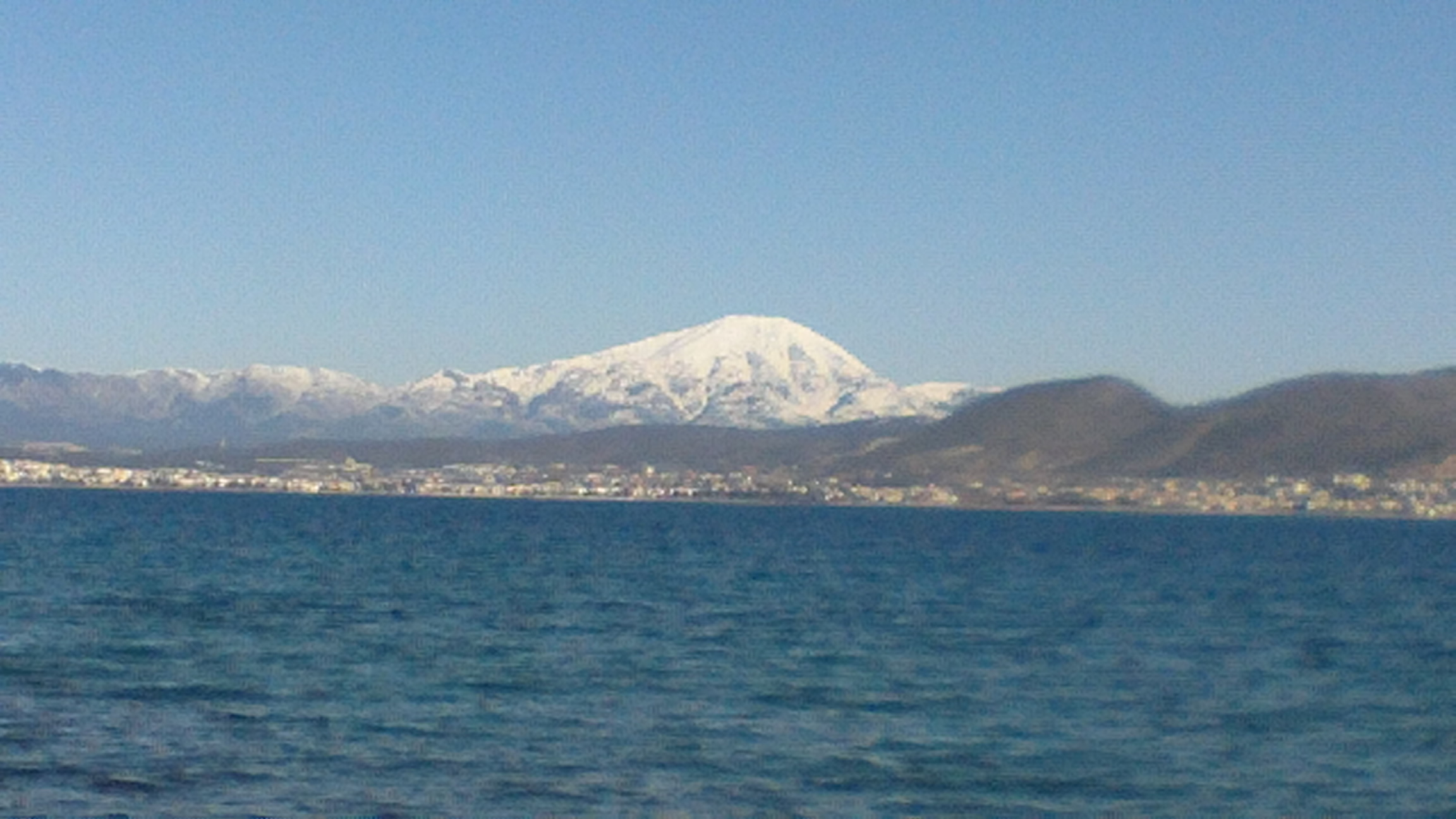
کوه دیرفیس
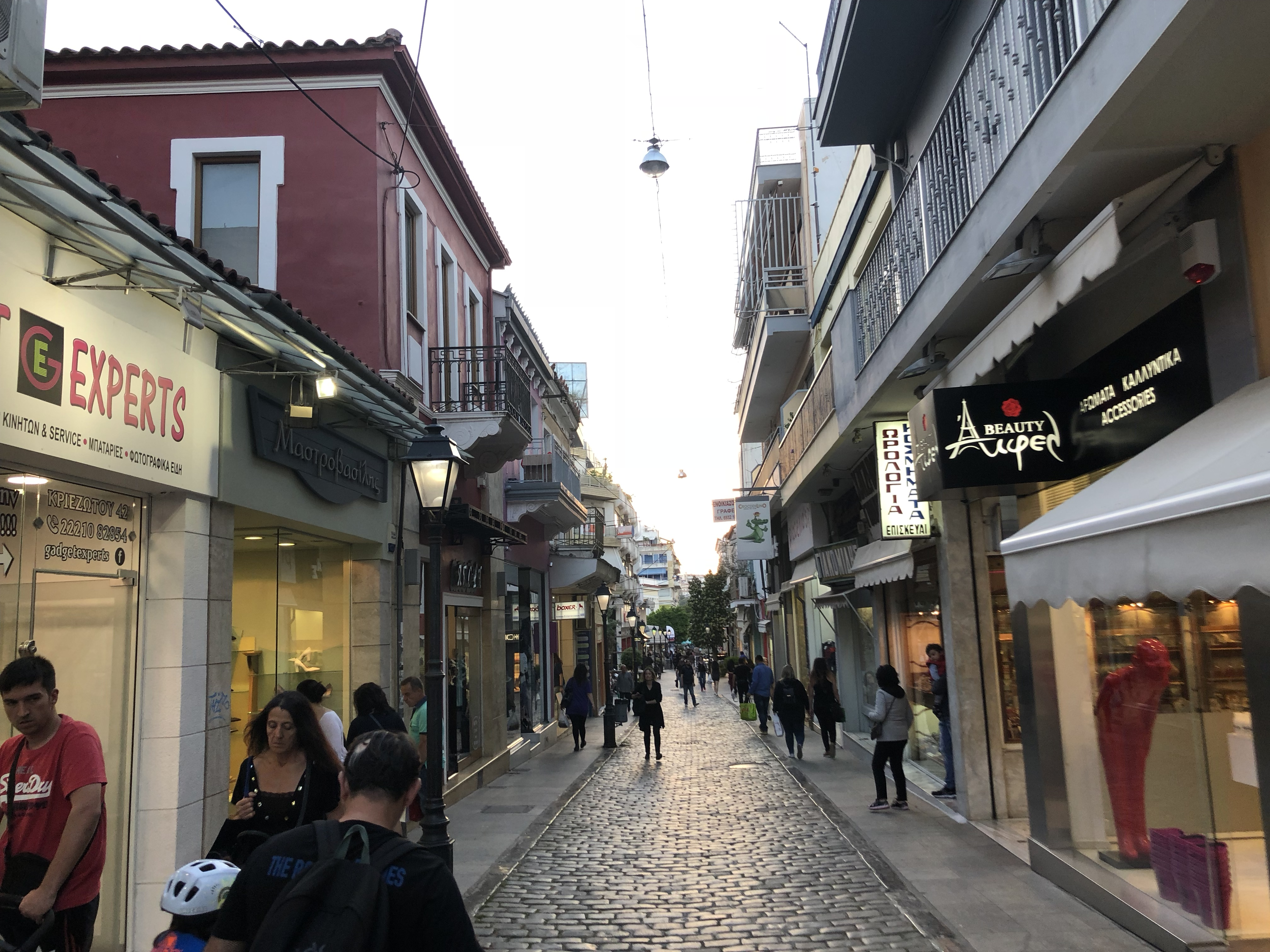
خالکیس (خالکیدا)